# Melitaea changaica
Melitaea changaica är en fjärilsart som beskrevs av Adalbert Seitz 1909. Melitaea changaica ingår i släktet Melitaea och familjen praktfjärilar. Inga underarter finns listade i Catalogue of Life.